# Jean Hippolyte Mariéjol
Jean Hippolyte Mariéjol, né à Antibes le 22 mai 1855 et mort dans la même ville le 18 juin 1934, est un universitaire et historien français, spécialiste des XVIe et XVIIe siècles.

## Biographie
Né à Antibes en 1855 au sein d’un milieu modeste, Jean-Hippolyte Mariéjol se révèle un très bon élève qui suscite rapidement l’intérêt de ses maîtres. Il obtient, profitant de la protection d’Edmond Adam réfugié à Antibes à la fin du Second Empire  qu’il considérera toujours comme son « maître vénéré », une bourse qui lui permet d’entrer au lycée de Nice. Il mène ensuite des études d’histoire à la faculté des Lettres d’Aix-en-Provence.
Licencié es Lettres, Mariéjol devient dès lors professeur de collège à Draguignan puis obtient une mutation pour enseigner en lycée, à Mâcon. Nommé en 1881 au lycée Ampère de Lyon (qui précède le lycée du Parc fondé après la Première Guerre mondiale), il est reçu l’année suivante à l’agrégation d’histoire et de géographie. Remarqué une fois encore pour son efficacité pédagogique mais aussi ses compétences de chercheur, il passe dans l’enseignement supérieur en 1886. Il est alors maître de conférences à la faculté des Lettres de Dijon. ayant cette même année présenté avec succès sa thèse de doctorat à la faculté des lettres de Paris, biographie de Pierre Martyr d’Anghera qui marque un premier intérêt pour la période de la Renaissance.
Nommé ensuite à l’université de Rennes puis de Nancy, Mariéjol renoue enfin définitivement avec sa région d’adoption en 1893. Maître de conférences à la faculté des Lettres de Lyon qui est à cette époque la seconde de France, il y enseigne jusqu’à une retraite qu’il prend en 1925, à plus de soixante dix ans. Ayant toujours conservé des liens avec la Sorbonne, en universitaire prolixe, Mariéjol avait aussi assuré à partir de 1911 une charge de cours à la faculté des Lettres de Paris.
Élu à l’Académie des Sciences, Belles-Lettres et Arts de Lyon en 1916, il en était devenu le président en 1927.
Prématurément veuf en 1894, peu après son installation dans la région lyonnaise, il ne se remarie pas et meurt sans postérité à Antibes le 18 juin 1934.

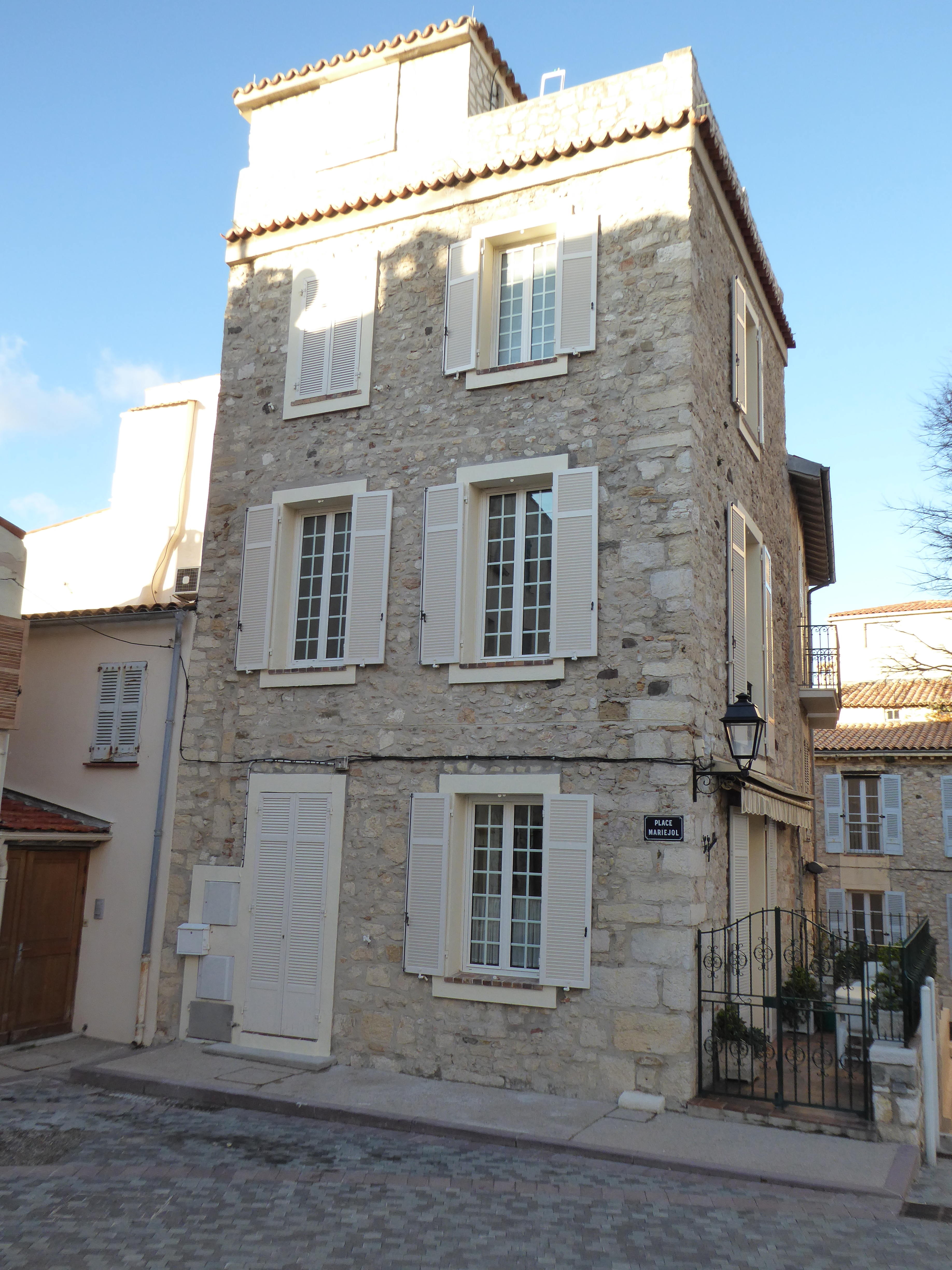
Place Mariéjol à Antibes.

Sa cité natale, en son honneur, baptise une place de son nom.

## Œuvre
« Maître irrésistible » selon Arthur Kleinclausz qui fut son élève à Lyon, Mariéjol a publié durant sa carrière plusieurs ouvrages historiques qui ont connu un grand succès, notamment sur la monarchie espagnole du XVIe siècle, ainsi deux livres Ferdinand et Isabelle et Philippe II.
Sa participation à l’Histoire de France d’Ernest Lavisse dont il rédige les tomes VI et VII — La Réforme et la Ligue. L’édit de Nantes (1559-1598) et Henri IV et Louis XIII (1598-1643) — sera saluée par le public qui en apprécie la finesse d’analyse et surtout la clarté d’exposé.
Si ces travaux apparaissent en partie dépassés par les recherches récentes, il est remarquable que les travaux de Mariéjol soient encore aujourd’hui publiés. Sa biographie de Catherine de Médicis, véritable classique présenté au public pour la première fois en 1920 est ainsi un ouvrage qui a durablement réévalué l'image d’une reine très décriée de son vivant pour les complots et assassinats auxquels elle avait été mêlée durant les guerres de religion.